# Comté de Monroe (Floride)
Pour les articles homonymes, voir Comté de Monroe.
Le comté de Monroe (en anglais : Monroe County) est un comté américain situé à l'extrémité sud de l'État de Floride. Lors du recensement des États-Unis de 2020, sa population s'élève à 82 874 habitants. Key West, à l'ouest de l'archipel des Keys, est le siège de comté.

## Géographie

### Comtés adjacents
- Comté de Collier (Nord)
- Comté de Miami-Dade (Est et Nord)

### Principale route
- U.S. Route 1

### Municipalités

#### Incorporées
- Key West
- Marathon
- Key Colony Beach
- Layton
- Islamorada

#### Non incorporées
- Stock Island
- Big Coppitt Key
- Cudjoe Key
- Big Pine Key
- Duck Key
- Tavernier
- Key Largo
- North Key Largo
- Flamingo
- Bay Point
- Sugarloaf Shores

#### Parcs et zones protégées
- Marquesas Keys
- Parc d'État de Bahia Honda
- Parc national des Everglades

Non représentés sur la carte
- Réserve nationale de Big Cypress
- Parc national des Dry Tortugas
- Parc d'État de John Pennekamp Coral Reef
- Bear Lake Mounds Archeological District
- Ten Thousand Islands Archeological District
- Cane Patch
- Rookery Mound

Carte.
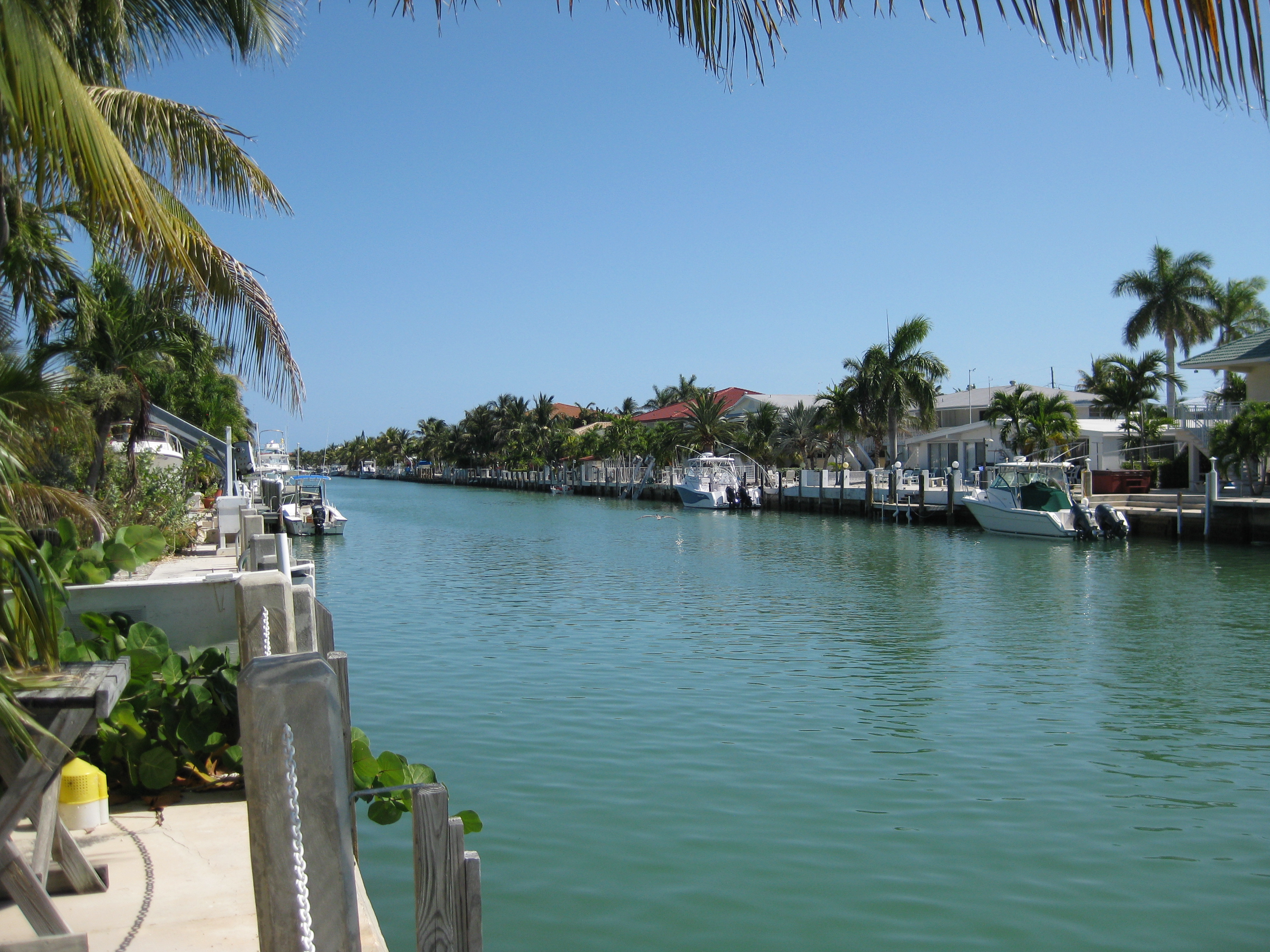
Key Colony Beach.
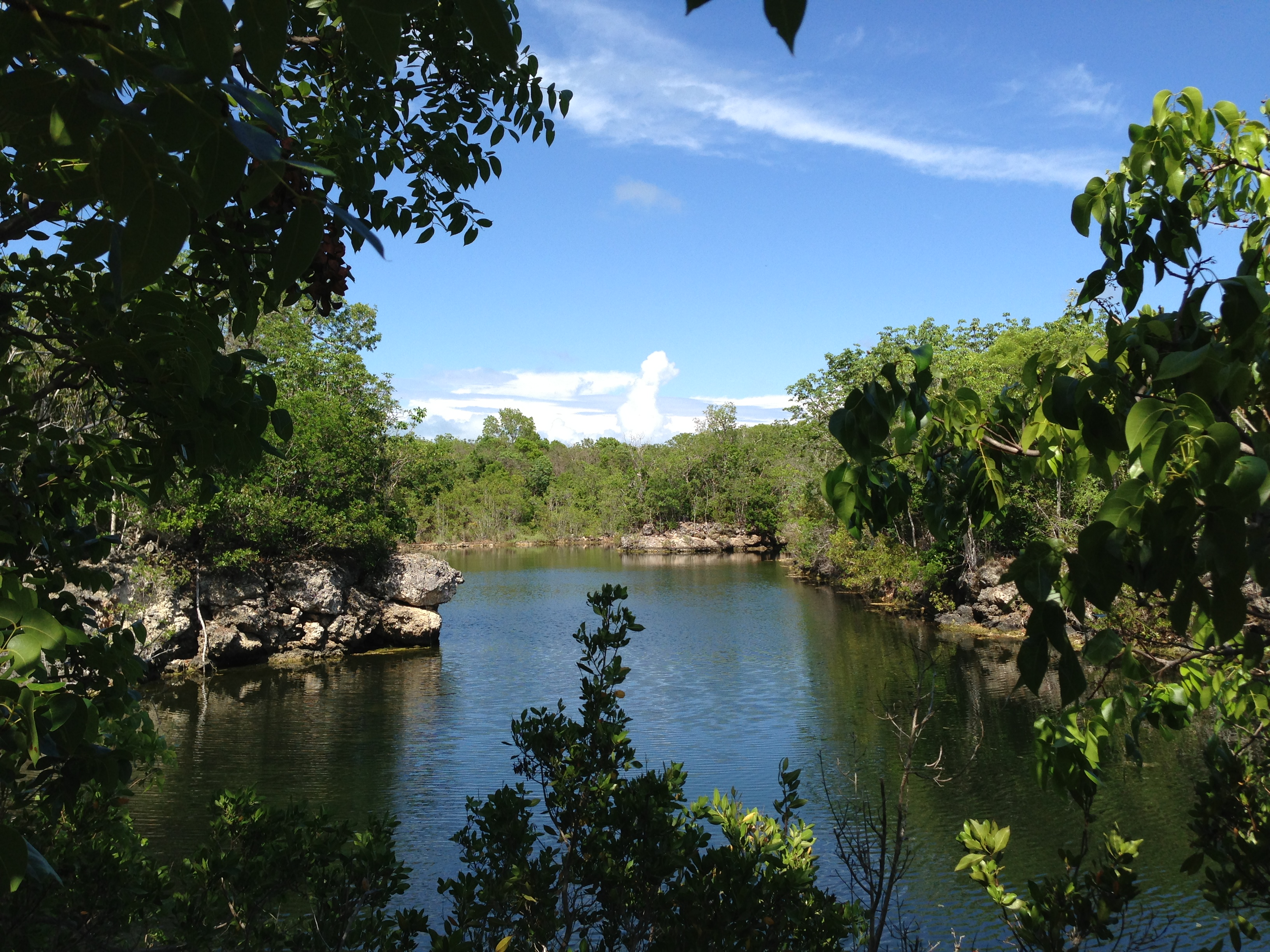
North Key Largo.

## Démographie
| Groupe            | Comté de Monroe | Floride | États-Unis |
| ----------------- | --------------- | ------- | ---------- |
| Blancs            | 89,5            | 75,0    | 72,4       |
| Afro-Américains   | 5,7             | 16,0    | 12,6       |
| Métis             | 1,8             | 2,5     | 2,9        |
| Autres            | 1,5             | 3,7     | 6,4        |
| Asiatiques        | 1,1             | 2,4     | 4,8        |
| Amérindiens       | 0,4             | 0,4     | 0,9        |
| Total             | 100             | 100     | 100        |
|                   |                 |         |            |
| Latino-Américains | 20,6            | 22,5    | 16,7       |

Selon l'American Community Survey, en 2010, 77,57 % de la population âgée de plus de 5 ans déclare parler l'anglais à la maison, 17,56 % déclare parler l'espagnol, 0,96 % un créole français, 0,74 % le français, 0,50 % le russe, et 2,67 % une autre langue.
| 1840 | 1850  | 1860  | 1870  | 1880   | 1890   |
| ---- | ----- | ----- | ----- | ------ | ------ |
| 688  | 2 645 | 2 913 | 5 657 | 10 940 | 18 786 |

| 1900   | 1910   | 1920   | 1930   | 1940   | 1950   |
| ------ | ------ | ------ | ------ | ------ | ------ |
| 18 006 | 21 563 | 19 550 | 13 624 | 14 078 | 29 957 |

| 1960   | 1970   | 1980   | 1990   | 2000   | 2010   |
| ------ | ------ | ------ | ------ | ------ | ------ |
| 47 921 | 52 586 | 63 188 | 78 024 | 79 589 | 73 090 |